# Aaron Cheminingwa
Aaron Kemei Cheminingwa (21 giugno 1998) è un mezzofondista keniano.

## Palmarès
| Anno | Manifestazione     | Sede  | Evento | Risultato | Prestazione | Note |
| ---- | ------------------ | ----- | ------ | --------- | ----------- | ---- |
| 2024 | Giochi Panafricani | Accra | 800 m  | Oro       | 1'45"72     |      |

## Campionati nazionali
2018
- Eliminato in semifinale ai campionati kenioti, 400 m piani - 49"49

2022
- Eliminato in batteria ai campionati kenioti, 1500 m piani - 3'50"72

2023
- Eliminato in semifinale ai campionati kenioti, 800 m piani - 1'48"28

## Altre competizioni internazionali
2024
- 4º al Meeting de Paris ( Parigi), 800 m piani - 1'42"08
- 4º all'Herculis ( Monaco), 800 m piani - 1'42"13
- Oro al Grifone Meeting ( Asti), 800 m piani - 1'43"55

2025
- 8º al Doha Diamond League ( Doha), 800 m piani - 1'45"21